# Provincia de Limarí
La provincia de Limarí es una de las tres provincias en las que está dividida la región de Coquimbo en Chile. La capital provincial es la ciudad de Ovalle.
Está nombrada por el principal río de la provincia: el río Limarí.

## Geografía
La provincia de Limarí tiene una superficie de 13 553,2 km²; es la segunda en tamaño de las tres provincias de la región de Coquimbo.
Limita por el norte con la provincia de Elqui, por el este con la Argentina, por el sur con la provincia de Choapa y por el oeste con el océano Pacífico o Mar de Chile.
El principal río de la provincia es el Limarí con una longitud de 64 km.

## Población
Para el último censo (2017), la población de la provincia era de 170 579 con una densidad poblacional de 12 59 hab/km².
La mayor ciudad de la provincia es Ovalle, su capital, con una población en 2017 de 111 275 habitantes.

## Economía
En 2018, la cantidad de empresas registradas en la provincia de Limarí fue de 2.236. El Índice de Complejidad Económica (ECI) en el mismo año fue de -0,35, mientras que las actividades económicas con mayor índice de Ventaja Comparativa Revelada (RCA) fueron Cultivo de Uva destinada a Producción de Pisco y Aguardiente (204,24), Elaboración de Bebidas Alcohólicas (63,64) y Cultivo de otras Oleaginosas (44,31).

## Administración
La administración de la Provincia de Limarí radica en el Gobierno Regional y Gobernador provincial que es actualmente ?. Además cuenta con 5 miembros del Consejo Regional que son electos de manera directa por votación popular.
- Teodosio Guerrero Cruz (Ind-RN)
- Juan Carlos Codoceo Contreras (PPD)
- Alberto Gallardo Flores (Ind-UDI)
- Lidia Zapata Pasten (PDC)
- Hanna Jarufe Haune (Ind.)

## Autoridades
Las autoridades son nombradas directamente por el Presidente de la República y se mantienen en su cargo mientras cuenten con su confianza.

### Gobernador Provincial (1976-2021)

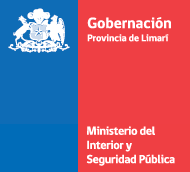
Logotipo de la Gobernación de la Provincia de Limarí hasta 2021.

| Gobernador(a)            | Partido             | Partido | Inicio                  | Final                   | Presidente(a)           | Presidente(a)           |
| ------------------------ | ------------------- | ------- | ----------------------- | ----------------------- | ----------------------- | ----------------------- |
| Rodolfo Silva            |                     | Ind.    | 1976                    | 1977                    |                         | Augusto Pinochet Ugarte |
| Sergio Brieba            |                     | Ind.    | 1977                    | 1984                    |                         | Augusto Pinochet Ugarte |
| Nelson Rodríguez         |                     | Ind.    | 1984                    | 1987                    |                         | Augusto Pinochet Ugarte |
| Julio Ulloa Vásquez      |                     | Ind.    | 1987                    | 1989                    |                         | Augusto Pinochet Ugarte |
| Jaime Vargas Aguirre     |                     | Ind.    | 1989                    | 11 de marzo de 1990     |                         | Augusto Pinochet Ugarte |
| Omar Emilio Elorza Smith |                     | PDC     | 11 de marzo de 1990     | abril de 1992           |                         | Patricio Aylwin Azócar  |
| Laura Emma Pizarro Araya |                     | PDC     | Abril de 1992           | 11 de marzo de 1994     |                         | Patricio Aylwin Azócar  |
| Laura Emma Pizarro Araya | 11 de marzo de 1994 | PDC     | 11 de marzo de 2000     |                         | Eduardo Frei Ruíz-Tagle |                         |
| Iván Alejandro Pavletich |                     | PPD     | 11 de marzo de 2000     | 28 de diciembre de 2001 |                         | Ricardo Lagos           |
| Cristián Sáez Cariz      |                     | PPD     | 28 de diciembre de 2001 | 11 de marzo de 2006     |                         | Ricardo Lagos           |
| Teodoro Aguirre Álvarez  |                     | PPD     | 11 de marzo de 2006     | 3 de abril de 2006      |                         | Michelle Bachelet       |
| Iván Hernández Gentina   |                     | PPD     | 5 de abril de 2006      | 11 de marzo de 2010     |                         | Michelle Bachelet       |
| Susana Verdugo Baraona   |                     | UDI     | 11 de marzo de 2010     | 12 de noviembre de 2012 |                         | Sebastián Piñera        |
| Milthon Duarte Soza      |                     | UDI     | 21 de noviembre de 2012 | 11 de marzo de 2014     |                         | Sebastián Piñera        |
| Cristian Herrera Peña    |                     | PDC     | 11 de marzo de 2014     | 5 de diciembre de 2015  |                         | Michelle Bachelet       |
| Wladimir Pleticosic      |                     | PDC     | 4 de enero de 2016      | 11 de marzo de 2018     |                         | Michelle Bachelet       |
| Darío Molina Sanhueza    |                     | UDI     | 11 de marzo de 2018     | 19 de diciembre de 2018 |                         | Sebastián Piñera        |
| Iván Espinoza Bardavid   |                     | UDI     | 2 de enero de 2019      | 14 de julio de 2021     |                         | Sebastián Piñera        |

### o Presidencial Provincial (Desde 2021)

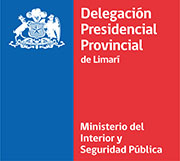
Logotipo de la Delegación Presidencial Provincial de Limarí desde 2021.

Nuevo cargo que reemplaza la figura de Gobernador provincial.
| Delegado(a)             | Partido | Partido | Inicio                  | Final                   | Presidente(a) | Presidente(a)    |
| ----------------------- | ------- | ------- | ----------------------- | ----------------------- | ------------- | ---------------- |
| Iván Espinoza Bardavid  |         | UDI     | 14 de julio de 2021     | 11 de marzo de 2022     |               | Sebastián Piñera |
| Galo Luna Penna         |         | PCCh    | 11 de marzo de 2022     | 2 de diciembre de 2023  |               | Gabriel Boric    |
| Marily Escobar Oviedo   |         | PS      | 2 de diciembre de 2023  | 9 de diciembre de 2024  |               | Gabriel Boric    |
| Paulina Mora Lara (s)   |         | PCCh    | 9 de diciembre de 2024  | 10 de diciembre de 2024 |               | Gabriel Boric    |
| Eduardo Alcayaga Cortés |         | PS      | 10 de diciembre de 2024 | En el cargo             |               | Gabriel Boric    |

## Comunas
La provincia de Limarí se divide en cinco comunas.
| \| Código \| Comuna \| Capital \| Superficie[1] (km²) \| Población[1] (2017) \| porcentaje de la población total de la provincia de Limarí (%) \| \| ---------------------------- \| ---------------------------- \| ---------------------------- \| ------------------- \| ------------------- \| -------------------------------------------------------------- \| \| 04301 \| 13 Ovalle \| Ovalle \| 3.834,5 \| 111.272 \| 65,23% \| \| 04302 \| 11 Combarbalá \| Combarbalá \| 1.895,9 \| 13.322 \| 7,81% \| \| 04303 \| 12 Monte Patria \| Monte Patria \| 4.366,3 \| 30.751 \| 18,03% \| \| 04304 \| 14 Punitaqui \| Punitaqui \| 1.339,3 \| 10.956 \| 6,42% \| \| 04305 \| 15 Río Hurtado \| Río Hurtado \| 2.117,2 \| 4.278 \| 2,51% \| \| Total de la provincia Limarí \| Total de la provincia Limarí \| Total de la provincia Limarí \| 13.553,2 \| 170.579 \| 100% \| | Provincia de Limarí en el centro (11-15). |                              |                  |                  |                                                                |
| Código | Comuna                                    | Capital                      | Superficie (km²) | Población (2017) | porcentaje de la población total de la provincia de Limarí (%) |
| 04301 | 13 Ovalle                                 | Ovalle                       | 3.834,5          | 111.272          | 65,23%                                                         |
| 04302 | 11 Combarbalá                             | Combarbalá                   | 1.895,9          | 13.322           | 7,81%                                                          |
| 04303 | 12 Monte Patria                           | Monte Patria                 | 4.366,3          | 30.751           | 18,03%                                                         |
| 04304 | 14 Punitaqui                              | Punitaqui                    | 1.339,3          | 10.956           | 6,42%                                                          |
| 04305 | 15 Río Hurtado                            | Río Hurtado                  | 2.117,2          | 4.278            | 2,51%                                                          |
| Total de la provincia Limarí | Total de la provincia Limarí              | Total de la provincia Limarí | 13.553,2         | 170.579          | 100%                                                           |

## Galería

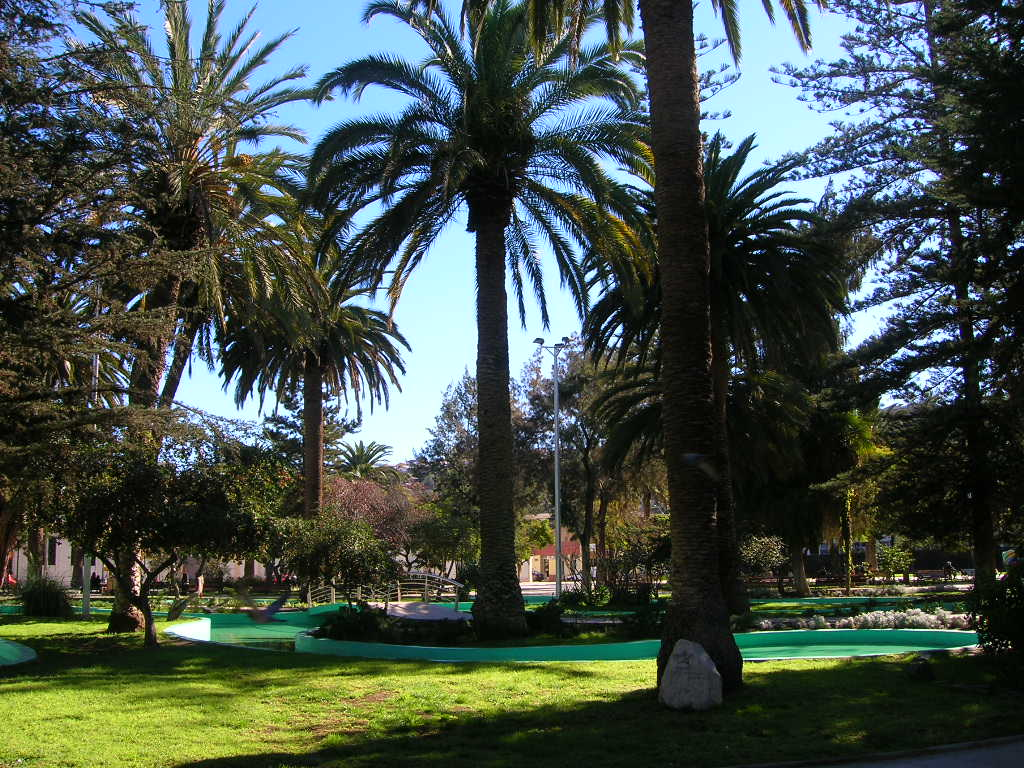
Plaza de Armas de Ovalle.
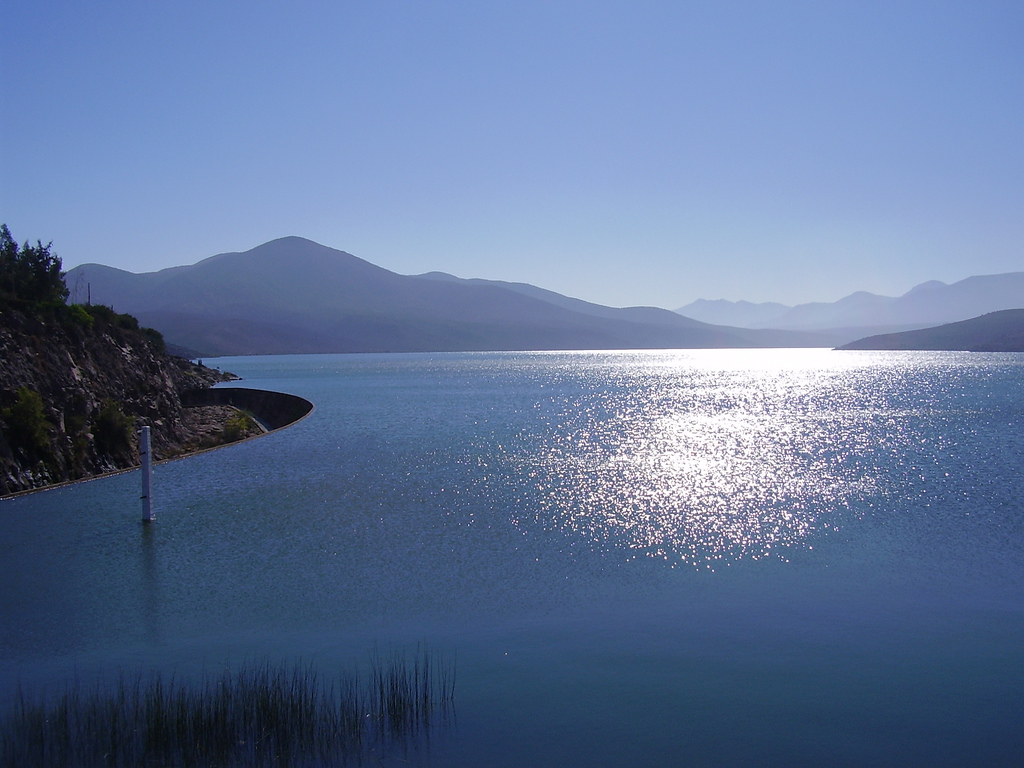
El río Hurtado en el embalse Recoleta.
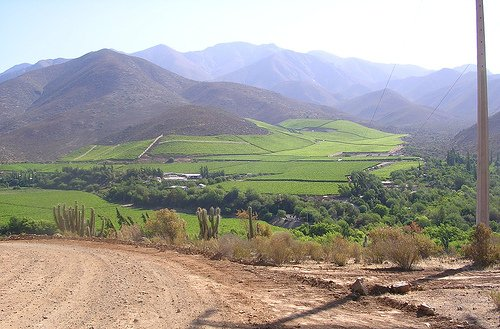
Plantaciones de uva en Monte Patria.
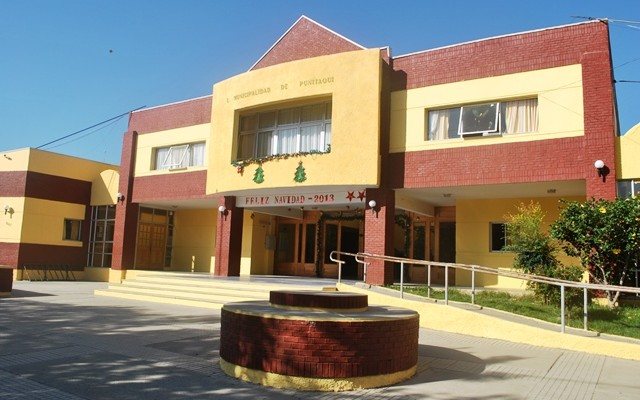
Municipalidad de Punitaqui.